# Deutsche Internationale Schule Changchun
Die Deutsche Internationale Schule Changchun (DISC) ist eine seit 2008 vom Bundesverwaltungsamt (BVA) als Deutsche Auslandsschule anerkannte Schule in der Volksrepublik China. Unterrichtssprache ist Deutsch. Die Schule befindet sich in Changchun, einem Industriestandort ca. 800 km nordöstlich von Beijing und nutzt Räumlichkeiten der American International School Changchun (CAIS). Als Träger fungiert der Deutsche Schulverein Changchun.

## Schule
Die DISC betreut derzeit 55 Schüler der Klassen 1 bis 10, die von elf in Deutschland angeworbenen Lehrern unterrichtet werden. Hier treffen sich Schüler aller Schularten von Grundschule über Haupt- und Realschule bis zum Gymnasium. Englisch wird ab Klasse 1 unterrichtet; Französisch, Spanisch oder Latein können als zweite Fremdsprache ab Klasse 6 gewählt werden. Zudem nehmen alle Schüler am Chinesischunterricht teil. Grundlage der schulischen Arbeit sind  – wie in dieser Auslandsschulregion üblich – die Rahmenlehrpläne des Landes Thüringen.

## Kindergarten
Der Deutschen Schule ist ein Kindergarten angegliedert, der sich auf dem Gelände des English Columbia Kindergarten in Changchun befindet. Fünf pädagogische Mitarbeiter betreuen dort zurzeit 30 Kinder im Alter von drei bis sechs Jahren.

## Abschlüsse
Zwischen der DISC und der Deutschen Schule Seoul International (DSSI) besteht eine Prüfungskooperation. Schriftliche und mündliche Abschlussprüfungen werden in Seoul, Südkorea abgelegt.
Die dort erworbenen Abschlüsse sind von der Kultusministerkonferenz (KMK) anerkannt und somit in Deutschland erworbenen Abschlüssen gleichgestellt. Gymnasiasten erhalten mit Bestehen der Prüfung die Zugangsberechtigung für die Qualifikationsphase der gymnasialen Oberstufe.

## Geschichte
- 1997:
  - Gründung einer deutschsprachigen Schule als VW-Firmenschule
  - Nutzung eines eigenen Hotelappartements zur Beschulung
  - Arbeit nach Fernlehrwerken von „ILS“ und „df“
- 1999:
  - Umzug in ein größeres Gebäude auf dem Gelände des South Lake Hotels
- 2005:
  - Öffnung der Schule für Kinder von Mitarbeitern anderer Firmen
- 2006:
  - Umzug in die Räumlichkeiten der „Changchun No. 2 Experimental Middle School“ (CES)
- 2007:
  - Schulinspektion durch das Bundesverwaltungsamt und die Deutsche Botschaft
  - Gründung des Deutschen Schulvereins Changchun
  - Anerkennung als gemeinnützige Deutsche Auslandsschule
  - erstmalige Verwendung des Namens „Deutsche Internationale Schule Changchun“
- 2008:
  - Umstellung auf die Arbeit nach den Rahmenlehrplänen des Landes Thüringen
  - Mitarbeit im Kreis der Auslandsschulen der Region 21
  - erste personelle und finanzielle Förderung durch das Bundesverwaltungsamt
- 2010:
  - Integration des firmeneigenen Kindergartens
- 2014:
  - Umzug in das Gebäude der Changchun American International School (CAIS)